# ماتسورا تاکانوبو (۱۵۹۲–۱۶۳۷)
ماتسورا تاکانوبو (انگلیسی: Matsura Takanobu؛ ۱۳ ژانویه ۱۵۹۲ – ۱۶۳۷) یک دایمیو اهل ژاپن بود.